# Хімічне забруднення
Хімі́чне забру́днення — забруднення штучними речовинами й сполуками, які надходять у географічну оболонку та порушують процеси колообігу речовин і енергії за допомогою шкідливих домішок як неорганічної (мінеральні солі, кислоти, луги, глинисті частинки), так і органічної природи (нафта й нафтопродукти, органічні залишки, поверхнево-активні речовини, пестициди).

## Окремі види забруднень

### Бактерійне забруднення
Бактерійне забруднення виражається в появі у воді патогенних бактерій, вірусів (до 700 видів), простих, грибків і ін. Цей вид забруднень носить тимчасовий характер.

### Забруднення радіоактивними елементами
Вельми небезпечний вміст у воді, навіть при дуже малих концентраціях, радіоактивних речовин, що викликають радіоактивне забруднення. Найбільш шкідливі "довгоживучі" радіоактивні елементи, що володіють підвищеною здатністю до пересування у воді (стронцій-90, уран, радій-226, цезій і ін.). Радіоактивні елементи потрапляють в поверхневі водоймища при скиданні в них радіоактивних відходів, похованні відходів на дні і ін. У підземні води уран, стронцій і інші елементи потрапляють як в результаті випадання їх на поверхню землі у вигляді радіоактивних продуктів і відходів і подальшого просочування в глиб землі разом з атмосферними водами, так і в результаті взаємодії підземних вод з радіоактивними гірськими породами.